# 5593 Jonsujatha
Az 5593 Jonsujatha (ideiglenes jelöléssel 1991 JN1) a Naprendszer kisbolygóövében található aszteroida. Eleanor F. Helin fedezte fel 1991. május 9-én.